# Colin Baker (ator)
Colin Baker (nascido em 8 de junho de 1943) é um ator inglês que interpretou Paul Merroney na série dramática da BBC The Brothers de 1974 a 1976 e a sexta encarnação do Doutor na longa série de televisão de ficção científica Doctor Who de 1984 a 1986. O mandato de Baker como médico provou ser uma era controversa para a série, que incluiu um hiato na produção e sua substituição subsequente por ordens do executivo da BBC Michael Grade.

## Primeiros anos
Colin Baker nasceu em Waterloo, Londres, Inglaterra. Ele se mudou para o norte para Rochdale com sua família quando tinha três anos de idade. Ele foi educado no St Bede's College, Manchester, e originalmente estudou para se tornar um advogado.
Aos 23 anos, Baker se matriculou na Academia de Música e Arte Dramática de Londres (LAMDA).

## Carreira

### Primeiros trabalhos na televisão
Os inúmeros papéis televisivos de Baker no início dos anos 70 incluíram um papel coadjuvante na adaptação da trilogia de Jean-Paul Sartre pela BBC em 1970, The Roads to Freedom, um papel de liderança como o conde Steinbock na adaptação de prima Bette no ano seguinte, ao lado de Margaret Tyzack. e Helen Mirren. Em 1972, ele interpretou Anatole Kuragin, ao lado de Anthony Hopkins na adaptação da BBC de War and Peace. Seu trabalho regular na televisão continuou e, em Fall of Eagles, Baker apareceu como príncipe herdeiro Willy do Império Alemão.
De longe, seu papel mais proeminente até hoje veio em 1974, interpretando o implacável banqueiro Paul Merroney na imensamente popular série familiar da BBC na noite de domingo, The Brothers. Baker ingressou na série no meio do caminho, quando Merroney se tornou um dos personagens principais da série 3½ de 1974 a 1976.
Depois de The Brothers, embora ele trabalhasse regularmente no teatro, seu trabalho na televisão secou por vários anos, embora ele tenha participado de forma memorável como Bayban, o Açougueiro, em um episódio de 1980 de Blake's 7. Isso levou a outros papéis de convidado na TV e, em 1983, ele participou de uma produção da BBC de The Citadel, de A.J. Cronin.

### Doctor Who(1984–1986)
Baker fez sua primeira aparição em Doctor Who como Comandante Maxil na história Arc of Infinity (1983). A primeira aparição de Baker como médico ocorreu nos minutos finais de The Caves of Androzani, onde ele proferiu suas primeiras falas. Baker fez sua estreia na história na semana seguinte no The Twin Dilemma.
A era de Baker foi interrompida por um hiato de 18 meses, anunciado em fevereiro de 1985, no meio da transmissão de sua primeira temporada completa. O controlador da BBC1 na época, Michael Grade, criticou Doctor Who, dizendo que o programa havia se tornado excessivamente violento em 1985. Grade depois admitiu que "odiava" a série, que ele descreveu como "uma produção muito desajeitada". Uma nova história de Doctor Who, Slipback, foi produzida para o rádio durante o hiato, estrelada por Baker e sua colega de televisão Nicola Bryant.
Doctor Who voltou à televisão pela 23ª temporada em setembro de 1986. A temporada teve uma redução de episódios, foi feita inteiramente em vídeo para cenas de locação pela primeira vez desde The Sontaran Experiment, de 1975, e foi produzida como uma série de 14 episódios chamada The Trial of a Time Lord. Esta série era uma referência meta-textual ao fato de que a própria série estava "em julgamento" no momento. Em 1986, Baker disse a um entrevistador: "Tom Baker fez isso por sete anos. ... Há uma parte de mim que gosta de se inclinar nos discos. Eu gostaria de pensar que talvez ainda o faça daqui a oito anos." No entanto, mais tarde naquele ano, Michael Grade concordou em encomendar outra série, com a condição de que Baker fosse substituído. O chefe da série da BBC, Jonathan Powell, disse mais tarde que a BBC estava procurando "um salão de última chance, para um ator que decolasse com o público".
Ele foi removido da peça depois de estrelar apenas onze histórias e pouco menos de três anos na série, incluindo o hiato, tornando seu mandato de Doutor o mais curto nesse momento. Após sua demissão, Baker se recusou a retornar para gravar uma sequência de regeneração. Em vez disso, seu substituto, Sylvester McCoy, interpretou o sexto doutor fatalmente ferido com uma peruca loira enquanto ele se regenera nos minutos iniciais do Time and the Rani, seu rosto escondido pelos efeitos de vídeo à medida que o processo de regeneração ocorre. Mais tarde, Baker lamentou não ter retornado para esta cena, afirmando que ele era "brutalmente egoísta na época" e que não estava pensando nos fãs.
Em 4 de setembro de 2011, no Riverside Studios, Hammersmith, Londres, Baker aceitou a presidência da Doctor Who Appreciation Society, que havia sido anteriormente ocupada por Jon Pertwee e Nicholas Courtney. Baker foi eleito após uma pesquisa online com os membros da sociedade, onde obteve mais votos do que todos os outros candidatos juntos.

### Aparições deDoctor Whoem outras mídias
De 5 de junho a 19 de agosto de 1989, Baker concordou em aparecer como Doctor mais uma vez, na peça de teatro Doctor Who - The Ultimate Adventure, substituindo o protagonista original Jon Pertwee, que havia adoecido.[carece de fontes?]
Em 1992, Colin Baker se tornou o primeiro Doctor a escrever uma história publicada sobre Doctor Who, The Deal, como parte da série Brief Encounters da Doctor Who Magazine. Ele escreveu um segundo Brief Encounter no ano seguinte. Ambos apresentavam o sexto médico e Mel. Em 1994, Baker escreveu uma história em quadrinhos, The Age of Chaos, com o sexto Doctor e Frobisher, e em 2001 contribuiu com uma história intitulada "The Wings of A Butterfly" para uma antologia de contos de caridade baseada em Doctor Who, "Missing Pieces". Ele também apresentou os lançamentos especiais em vídeo de Doctor Who Cybermen – The Early Years em 1992 e The Colin Baker Years em 1994, com este último relembrando seu mandato na série destacada por clipes e suas memórias.
Baker reprisou o papel na televisão apenas uma vez após o término de sua temporada oficial, no especial de caridade Children in Need, de 1993, Dimensions in Time, ao lado de Jon Pertwee, Tom Baker, Peter Davison e Sylvester McCoy.
Em 1997, Baker forneceu diálogos em áudio para o videogame da BBC Doctor Who: Destiny of the Doctors.
Em 1999, Baker dublou sua primeira aventura em áudio de Doctor Who para a Big Finish Productions, The Sirens of Time. Em junho de 2014, a Baker gravou 83 reproduções de áudio do sexto médico, com mais planejadas para lançamento futuro. Essas reproduções de áudio geralmente são bem recebidas pelos fãs e, em uma pesquisa realizada pela Doctor Who Magazine, Baker foi eleito o "melhor" dos médicos nesse formato.
Nos últimos anos, Baker apareceu em vários lançamentos em DVD de seus episódios, apresentando-se em documentários ou comentários de "making-of". O documentário Trials and Tribulations, incluído no DVD de 2008 de The Trial of a Time Lord, examina seus turbulentos três anos no programa.

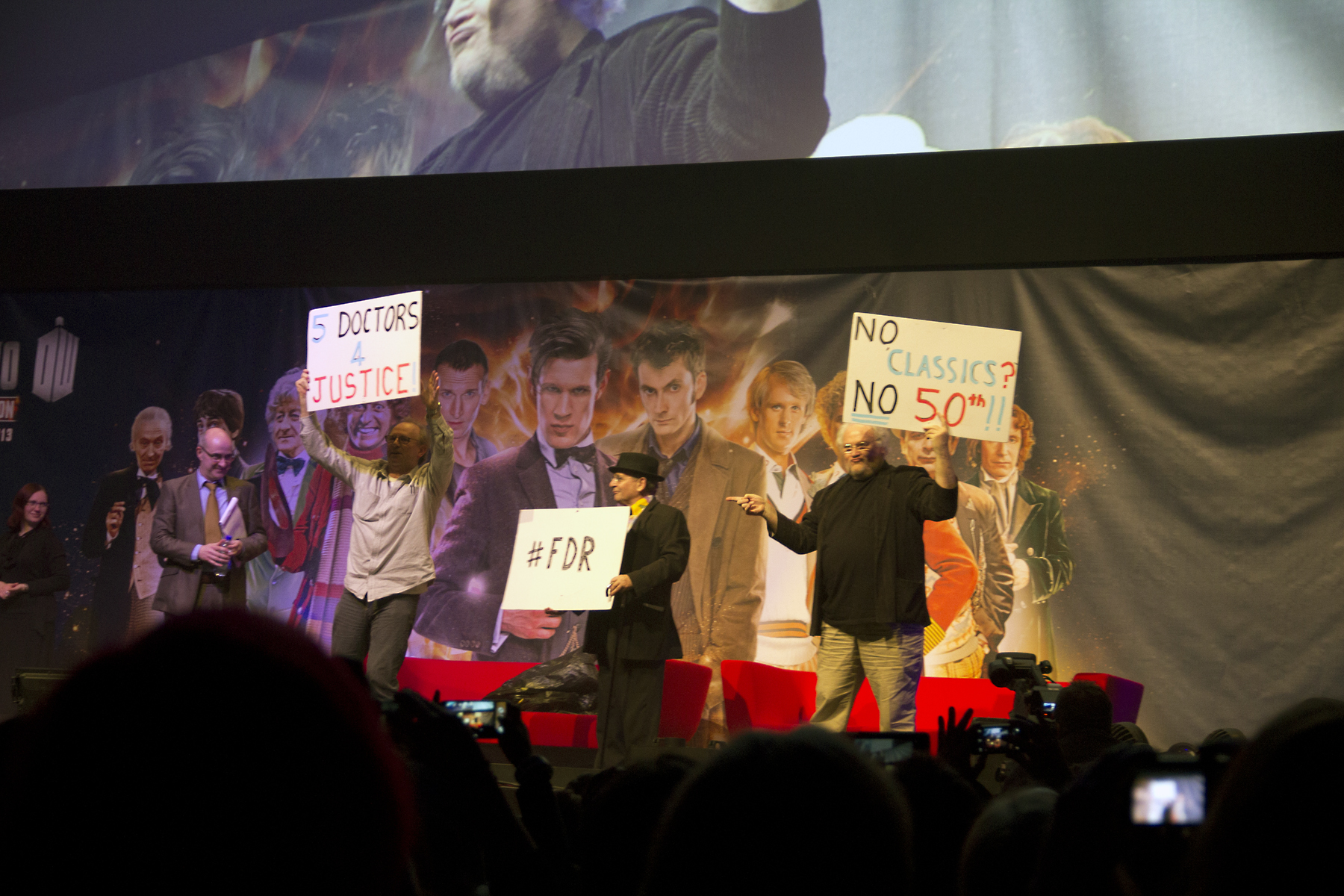
Peter Davison, Sylvester McCoy e Baker no fim de semana de comemoração do Doctor Who 50º aniversário.

Em novembro de 2013, Baker co-estrelou a única comédia do 50º aniversário, The Five(ish) Doctors Reboot.

### Depois deDoctor Who
Desde que deixou Doctor Who, Baker passou grande parte de seu tempo no palco, com peças em todo o país, em peças tão diversas quanto Privates on Parade, de Peter Nichols; 'Deathtrap', de Ira Levin; Run for Your Wife, de Ray Cooney e Death and the Maiden, de Ariel Dorfman. Por muitos anos, ele é um defensor da pantomima. Em 2000, ele apareceu em Branca de Neve e os Sete Anões, ao lado da atriz Louise Jameson, que já havia interpretado a companheira do quarto médico, Leela. Em 2003, ele estrelou a produção da opereta HMS Pinafore, da Carl Rosa Opera Company, dirigida por Timothy West. Em 2008, ele fez uma turnê com a ex-esposa Liza Goddard em She Stoops To Conquer. Aparições mais recentes no teatro viram Baker abordar o papel do Inspetor Morse em House of Ghosts e uma turnê britânica de The Woman in White.
Em 1991, Baker interpretou um personagem médico na série de vídeos BBV The Stranger. Esse personagem apareceu em seis aventuras em vídeo e em quatro histórias em áudio. Outro drama independente do BBV intitulado The Airzone Solution apareceu em 1993 e contou com os ex-atores do Doctor Who Jon Pertwee, Peter Davison e Sylvester McCoy.
O trabalho televisivo durante os anos 90 incluiu participações especiais no drama médico da BBC Casualty, The Knock, Dangerfield, o primeiro episódio de Jonathan Creek, a adaptação do canal 4 de A Dance to the Music of Time e como ele próprio como a celebridade residente no 'Dictionary Canto 'no programa de perguntas e respostas do dia, Countdown, também no Canal 4.
Em 2003, Baker apareceu no Top Gear, participando de uma corrida de uma volta na pista Top Gear em um Honda Civic hatchback. Baker competiu contra um Klingon, um Cyberman, um Dalek, Darth Vader e Ming the Merciless. Baker ficou em 4º lugar, com o Cyberman em 1º.
Uma aparição em 2005 no programa de comédia Little Britain nunca foi transmitida, mas pode ser vista na cena especial excluída do DVD da série 3. Outras aparições na televisão viram Baker aparecer em Kingdom, Hustle e Doctors.
Longe de seu Doctor Who, que trabalhou para a Big Finish Productions (veja acima), Baker apareceu no áudio drama Sapphire and Steel: The Mystery of the Missing Hour e no Earthsearch Mindwarp. Este último, baseado em um romance de James Follett, foi transmitido na estação de rádio digital BBC 7 em 2006.
Em 2010, Baker narrou e forneceu vozes adicionais para o audiolivro de ficção científica de comédia de Candy Jar Books Kangazang, escrito por Terry Cooper.
O trabalho cinematográfico de Baker ao longo dos anos inclui The Harpist (1999), The Asylum (2000) e D'Artagnan et les trois mousquetaires (2005). Em 2010, ele filmou cenas de um filme independente, Shadows of a Stranger. Desde 1995, Baker escreve uma coluna semanal regular para o jornal local Bucks Free Press. Uma compilação de seus artigos de 1995 a 2009 foi publicada no livro Look Who's Talking.
Baker participou da 12ª série de I'm a Celebrity...Get Me Out of Here!, terminando em 8º lugar entre 12 celebridades.

## Vida pessoal
A primeira esposa de Baker foi a atriz Liza Goddard, que apareceu com ele na série de TV The Brothers. O casamento durou 18 meses e terminou em divórcio. Com sua segunda esposa, a atriz Marion Wyatt, com quem se casou em 1982, Baker tem quatro filhas. Eles também tiveram um filho que morreu de síndrome da morte súbita infantil. Baker é amigo do escritor americano Stephen R. Donaldson, que lhe dedicou seu romance de 1991, Forbidden Knowledge.

## Livros
- Look Who's Talking (Hirst Books), publicado pela primeira vez em dezembro de 2009. Primeira reimpressão fevereiro de 2010 ISBN 978-0-9557149-2-4.
- Second Thoughts (Hirst Books), publicado pela primeira vez em setembro de 2010 ISBN 978-0-9566417-6-2.
- Gallimaufry: A Collection of Short Stories., publicado pela primeira vez em 30 de setembro de 2011. ISBN 1-907959-02-5.
- Sixth Sense – from the columns of the Bucks Free Press. FBS Publishing Ltd. 6 de abril de 2017. ISBN 978-0993204371.

## Filmografia

### Áudio drama
| Ano           | Título                                     | Papel        | Notas        |
| ------------- | ------------------------------------------ | ------------ | ------------ |
| 1985          | Slipback                                   | Sexto Doutor |              |
| 1999-presente | Doctor Who: The Monthly Range              | Sexto Doutor |              |
| 2009–2012     | Doctor Who: The Lost Stories               | Sexto Doutor | 11 histórias |
| 2011-2018     | Jago & Litefoot                            | Sexto Doutor | 7 histórias  |
| 2016-2017     | Doctor Who: Classic Doctores, New Monsters | Sexto Doutor | 2 histórias  |
| 2016          | The Diary of River Song                    | Sexto Doutor | 2 histórias  |

### Filme
| Ano  | Título                                | Papel                    | Notas |
| ---- | ------------------------------------- | ------------------------ | ----- |
| 1975 | Drive Carefully, Darling              | Cérebro                  | Curta |
| 1999 | The Harpist                           | Padre Rupitsch           |       |
| 2000 | The Asylum                            | Arbuthnot                |       |
| 2004 | D'Artagnan et les trois mousquetaires | Rutaford                 |       |
| 2014 | Finding Richard                       | Grandad                  | Curta |
| 2014 | Shadows of a Stranger                 | William Fallon           |       |
| 2014 | A Dozen Summers                       | Narrador                 |       |
| 2015 | The Mild Bunch                        | John Harold              |       |
| 2016 | Last Man on Earth                     | Professor James Friedkin | Curta |
| 2016 | When I Grow Up                        | Ele mesmo                | Curta |

### Televisão
| Ano       | Título                                     | Papel                              | Notas                                           |
| --------- | ------------------------------------------ | ---------------------------------- | ----------------------------------------------- |
| 1970      | The Adventures of Don Quick                | Rebel                              | Episódio: "People Isn't Everything"             |
| 1970      | Happy Ever After                           | Recepcionista                      | Episódio: "The Ambassador"                      |
| 1970      | No – That's Me Over Here!                  | Não creditado                      | 2 episódios                                     |
| 1970      | Roads to Freedom                           | Claude                             | 3 episódios                                     |
| 1971      | The Mind of Mr. J. G. Reeder               | Reigate                            | Episódio: "The Shadow Man                       |
| 1971      | Public Eye                                 | Funcionário da Prefeitura          | Episódio: "The Man Who Didn't Eat Sweets"       |
| 1971      | Cousin Bette                               | Conde Wenceslas Steinbock          | 5 episódios                                     |
| 1971      | The Silver Sword                           | Tenente Alemão                     | 1 episódio                                      |
| 1971      | Now Look Here                              | Não creditado                      | 1 episódio                                      |
| 1972      | War & Peace                                | Anatole Kuragin                    | 4 episódios                                     |
| 1972      | The Moonstone                              | John Herncastle                    | 1 episódio                                      |
| 1972      | The Man Outside                            | Glover                             | Episódio: "Murder Story"                        |
| 1972      | Villains                                   | Repórter                           | Episódio: "His Dad Named Him After the General" |
| 1973      | The Edwardians                             | Joseph Laycock                     | Episódio: "Daisy"                               |
| 1973      | Harriet's Back in Town                     | Mike Baker                         | 2 episódios                                     |
| 1973      | Orson Welles Great Mysteries               | George Barclay                     | Episódio: "A Terribly Strange Bed"              |
| 1974      | Within These Walls                         | David Jenkins                      | Episódio: "Prisoner by Marriage"                |
| 1974      | The Carnforth Practice                     | Bob Anderson                       | Episódio: "Undue Influence"                     |
| 1974      | Fall of Eagles                             | Crown Prince Willie                | 2 episódios                                     |
| 1974–1976 | The Brothers                               | Paul Merroney                      | 46 episódios                                    |
| 1979      | Doctors and Nurses                         | Mr. Bennett                        | Episódio: Mums and Dads                         |
| 1980      | Blakes 7                                   | Bayban                             | Episódio: "City at the Edge of the World"       |
| 1980      | For Maddie with Love                       | Não creditado                      |                                                 |
| 1981      | Dangerous Davies: The Last Detective       | William Lind                       | Filme de TV                                     |
| 1982      | Juliet Bravo                               | Frankie Miller                     | Episódio: "The Intruder"                        |
| 1983      | The Citadel                                | Mr. Vaughan                        | 1 episódio                                      |
| 1983      | Doctor Who                                 | Comandante Maxil                   | 3 episódios                                     |
| 1984      | Swallows and Amazons Forever!: Coot Club   | Dr. Dudgeon                        | Filme de TV                                     |
| 1984      | Swallows and Amazons Forever!: The Big Six | Dr. Dudgeon                        | Filme de TV                                     |
| 1984–1986 | Doctor Who                                 | Sexto Doutor                       | 32 episódios                                    |
| 1985      | Jim'll Fix It                              | Sexto Doutor                       | Episódio: "A Fix with Sontarans"                |
| 1986      | Roland Rat: The Series                     | Doctor Who                         | 1 episódio                                      |
| 1989      | Myth Makers Vol. 19: Colin Baker           | Ele mesmo                          | Vídeo                                           |
| 1989      | Casualty                                   | Colin Miles                        | Episódio: Accidents Happen                      |
| 1992      | Summoned by Shadows                        | The Stranger                       | Curta de vídeo                                  |
| 1992      | More Than a Messiah                        | The Stranger                       | Curta de vídeo                                  |
| 1992      | Cybermen: The Early Years                  | Presenter                          | Vídeo                                           |
| 1993      | The Young Indiana Jones Chronicles         | Harry George Chauvel               | Episódio: "Palestine, October 1917"             |
| 1993      | Doctor Who: Dimensions in Time             | Sexto Doutor                       | Curta de TV                                     |
| 1993      | The Stranger: In Memory Alone              | The Stranger                       | Vídeo                                           |
| 1993      | The Airzone Solution                       | Arnold Davies                      | Vídeo                                           |
| 1994      | The Zero Imperative                        | Peter Russell                      | Vídeo                                           |
| 1994      | The Stranger: The Terror Game              | The Stranger / Soloman             | Vídeo                                           |
| 1994      | Breach of the Peace                        | The Stranger / Soloman             | Vídeo                                           |
| 1995      | Harry's Mad                                | Mr. Perkins                        | Episódio: "Meaty Chunks"                        |
| 1995      | Eye of the Beholder                        | The Stranger / Soloman             | Vídeo                                           |
| 1997      | The Famous Five                            | Falso Mr. Brent                    | 2 episódios                                     |
| 1997      | Jonathan Creek                             | Hedley Shale                       | The Wrestler's Tomb                             |
| 1997      | The Knock                                  | Donald Dewhurst / Desmond Dewhurst | 4 episódios                                     |
| 1997      | A Dance to the Music of Time               | Canon Fenneau                      | Episódio: "Post War"                            |
| 1997      | The Bill                                   | William Guthrie                    | Episódio: "Going Down"                          |
| 1998      | Casualty                                   | David Vincent                      | Episódio: "An Eye for an Eye"                   |
| 1999      | Sunburn                                    | John Buchanan                      | 1 episódio                                      |
| 1999      | The Waiting Time                           | Giles Fleming                      | Filme de TV                                     |
| 1999      | Dangerfield                                | Vicar                              | Episódio: "Haunted"                             |
| 1999      | Soul's Ark                                 | Galico                             | Vídeo                                           |
| 2000      | Hollyoaks                                  | O juíz                             | 1 episódio                                      |
| 2000      | Time Gentlemen Please                      | Professor Baker                    | Episódio: "Day of the Trivheads"                |
| 2000      | TravelWise                                 | Jonathan                           | Vídeo                                           |
| 2001      | Doctors                                    | Jack Howard                        | Episódio: "Matters of Principle"                |
| 2002      | Doctor Who: Real Time                      | Sexto Doutor                       | 6 episódios                                     |
| 2003      | Top Gear                                   | Sexto Doutor                       | 1 episódio                                      |
| 2004      | The Impressionable Jon Culshaw             | Mr. Allen                          | 1 episódio                                      |
| 2006      | The Afternoon Play                         | Juíz                               | Episódio: "Your Mother Should Know"             |
| 2006      | Doctors                                    | Charles Dillon                     | Episódio: "Honourable Gentlemen"                |
| 2009      | Kingdom                                    | Mr. Dodds                          | 1 episódio                                      |
| 2009      | Doctors                                    | Professor Claybourne Jarvis        | Episódio: "The Romantics"                       |
| 2010      | Hustle                                     | Phil                               | Episódio: Tiger Troubles                        |
| 2011      | Doctors                                    | Augustus Bloom                     | Episódio: "Every Heart That Beats"              |
| 2013      | The Five(ish) Doctors Reboot               | Ele mesmo                          | Filme de TV                                     |
| 2015      | Star Trek Continues                        | Ministro Amphidamas                | Episódio: "The White Iris"                      |
| 2018      | Celebrity 5 Go Camping                     | Ele mesmo                          | Episódio: "S1 Ep2"                              |

### Jogos eletrônicos
| Ano  | Título                 | Papel        | Notas               |
| ---- | ---------------------- | ------------ | ------------------- |
| 1997 | Destiny of the Doctors | Sexto Doutor | Voz; arquivo de som |
| 2015 | Lego Dimensions        | Sexto Doutor | Voz; arquivo de som |